# Trombidiidae
Los trombídidos (Trombidiidae) son una familia de ácaros conocidos como ácaros de terciopelo. Son unas 250 especies en todo el mundo, y son numerosas en zonas tropicales. Se denominan así debido a su abundante pubescencia aterciopelada.
Cuando son adultos miden de 4 a 12 mm y comen huevos de insectos, pero comienzan como parásitos, atacando a insectos, arañas y opiliones. Con frecuencia los adultos emergen del suelo después de la lluvia para aparearse. El ciclo vital es similar al de otros  Trombidiformes.

## Lista de géneros
Según Joanna Makol
- Trombidiinae Leach, 1815
  - Allothrombium Berlese, 1903 sinónimo Corethrothrombium Oudemans, 1928 & Mongolothrombium Feider, 1973
  - Andinothrombium Makol, 2007
  - Andrethrombium Makol, 2007
  - Arknotrombium Haitlinger, 2007
  - Azaritrombium Saboori, Bagheri & Haddad, 2005
  - Caenothrombium Oudemans, 1927
  - Calctrombidium Haitlinger, 2003
  - Clinotrombium Southcott, 1986
  - Darjeelingia Makol, 2007
  - Dinothrombium Oudemans, 1910
  - Dolichothrombidium Feider, 1945
  - Iranitrombium Saboori & Hajiqanbar en Saboori, Hajiqanbar & Irani-nejad 2003
  - Mesothrobium Hirst, 1926 sinónimo Austrothrombium Womersley, 1934
  - Monotrombium Zhang in Zhang & Norbakhsh 1995
  - Oskootrombium Saboori, Bagheri & Haddad 2006
  - Paratrombium Bruyant, 1910
  - Pollicotrombium Southcott, 1986
  - Robauxthrombium Makol, 2007
  - Ronaldothrombium Makol, 2007
  - Trombidium Fabricius, 1775 sinónimo Kaszabothrombium Fieder, 1973
  - Variathrombium Robaux, 1969
  - Wohltmannella Makol, 2007
  - Xenothrombium Oudemans, 1927